# Pseudonereis trimaculata
Pseudonereis trimaculata är en ringmaskart som först beskrevs av Horst 1924.  Pseudonereis trimaculata ingår i släktet Pseudonereis och familjen Nereididae. Inga underarter finns listade i Catalogue of Life.